# Lei da nacionalidade lituana
A lei da nacionalidade lituana opera com base no princípio do jus sanguinus, segundo o qual as pessoas que têm uma reivindicação de ascendência lituana, seja por meio de pais, avós ou bisavós, podem reivindicar a nacionalidade lituana. A cidadania também poderá ser concedida por naturalização . A naturalização exige um período de residência, um exame na língua lituana, resultados de exames que demonstrem familiaridade com a Constituição lituana, um meio de apoio demonstrado e um juramento de lealdade. Uma cláusula de direito de retorno foi incluída na constituição de 1991 para pessoas que deixaram a Lituânia após a ocupação soviética em 1940 e seus descendentes. Os cidadãos lituanos são também cidadãos da União Europeia e, portanto, gozam de direitos de livre circulação e têm o direito de votar nas eleições para o Parlamento Europeu .

## Implementação contemporânea
Em 1989, a legislatura aprovou uma lei de nacionalidade que concede cidadania automática às pessoas que pudessem estabelecer o seu próprio nascimento, ou o de um dos pais ou avós, dentro das fronteiras da Lituânia. Os residentes permanentes não abrangidos por estes critérios obtiveram a cidadania mediante assinatura de um juramento de lealdade . Não era exigido proficiência no idioma. Um tratado de 1991 com a Rússia estendeu a definição de residência para aqueles que imigraram da Rússia para a Lituânia entre 1989 e a ratificação do tratado. Os requerentes subsequentes de cidadania foram obrigados a cumprir um conjunto de padrões de naturalização, incluindo testes de língua lituana.
Os requisitos de cidadania foram os mais liberais em comparação com os outros estados bálticos após a restauração da independência. Isso é geralmente atribuído a um nível relativamente baixo de imigração de outras áreas da União Soviética, especialmente da Rússia, resultando em uma população etnicamente mais homogênea.

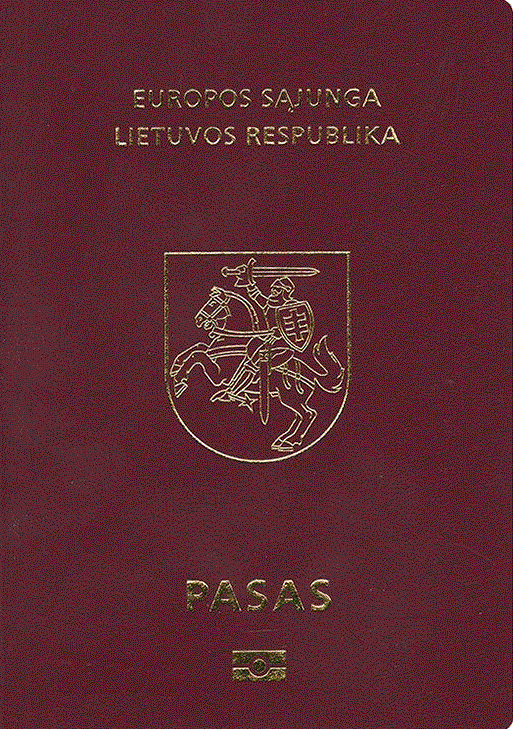
Passaporte lituano

Em Novembro de 2006, o Tribunal Constitucional da República da Lituânia decidiu que a Lei da Cidadania (redação de 17 de Setembro de 2002, com alterações e suplementos subsequentes) era "controversa, inconsistente e confusa". Em causa estava a posse de dupla cidadania ; a disposição estendeu o direito de cidadania e, portanto, o direito de voto, aos membros da diáspora lituana do pós-guerra, que estava concentrada nos Estados Unidos, Canadá, Austrália e Argentina, e seus filhos, netos e bisnetos . O membro mais notável desta diáspora foi o presidente lituano Valdas Adamkus, que se tornara cidadão dos Estados Unidos; ele renunciou formalmente à cidadania americana antes de prestar juramento.
Os peticionários sustentaram que basear a cidadania na origem étnica ou na nacionalidade da pessoa violava a igualdade das pessoas e era discriminatório. O uso e o significado do termo "repatriado" foram especialmente controversos. O Seimas (parlamento) lituano aprovou uma lei temporária, que expirou em 2010, que concedeu dupla cidadania em casos excepcionais, principalmente para aqueles que eram cidadãos lituanos antes de 1940 e que fugiram durante as ocupações soviéticas, bem como para seus filhos e netos..
A Constituição estabelece que a cidadania lituana é adquirida por nascimento, exceto em certos casos estabelecidos por lei, e que nenhuma pessoa pode ser cidadão da Lituânia e de outro país ou estado ao mesmo tempo, exceto em casos especiais. Esta disposição da Constituição só pode ser alterada por referendo.
Atualmente, a lei sobre cidadania permite a dupla cidadania apenas em casos excepcionais para aqueles cujos ancestrais deixaram a Lituânia antes da restauração da independência em 1990, mas ainda tinham cidadania lituana em 1940. Há algumas coisas a serem consideradas antes que alguém possa ser aprovado na elegibilidade para a cidadania lituana e, ao tê-las, dá à pessoa o direito de reivindicar a cidadania lituana.
As pessoas que eram cidadãs da Lituânia independente (entre 1918 e 1940), bem como seus filhos, netos e bisnetos, podem restaurar a cidadania lituana. Pessoas de ascendência lituana podem restaurar a dupla cidadania lituana se seu antepassado ainda tinha a cidadania lituana em 1940.  A dupla cidadania também pode ser estendida aos descendentes de cidadãos lituanos que foram exilados na Sibéria e permaneceram nos países da União Soviética.
Em Novembro de 2010, o Seimas aprovou uma lei que liberaliza os requisitos de dupla cidadania. A presidente Dalia Grybauskaitė vetou, afirmando que: “De acordo com a Constituição, a dupla cidadania é uma rara exceção, não um caso comum”.
Em 23 de junho de 2016, o Seimas aprovou uma lei que liberaliza ainda mais os requisitos de dupla cidadania. Ela entrou em vigor em 6 de julho de 2016, alterando a Lei de Cidadania da República da Lituânia (Lei XI-1196 de 2 de dezembro de 2010). O artigo 7 da Lei de Cidadania, conforme alterado em 23 de junho de 2016, lista os seguintes critérios para a dupla cidadania:
1. Eles adquiriram a cidadania da República da Lituânia e a cidadania de outro estado ao nascer.
2. Eles são pessoas que deixaram a Lituânia antes de 11 de março de 1990. Isso é definido como:
  - pelo menos um de seus ancestrais (pais, avós ou bisavós) era cidadão da República da Lituânia (entre 1918 e 1940);
  - o antepassado deixou a Lituânia (a lei alterou o requisito anterior de "ter fugido") algum tempo antes de a Lituânia restaurar sua independência em 11 de março de 1990;
  - o antepassado não partiu para a antiga União Soviética depois de 15 de junho de 1940.
3. Trata-se de uma pessoa que foi exilada da República ocupada da Lituânia antes de 11 de março de 1990.
  - São uma pessoa, ou seus descendentes (filhos, netos, bisnetos), que até 15 de junho de 1940 tinham cidadania lituana e foram deportados à força da Lituânia antes de 11 de março de 1990, devido à perseguição política, social ou étnica por parte dos soviéticos e nazistas. regimes de ocupação.
4. Em virtude do casamento com um cidadão de outro Estado, adquiriram ipso facto a cidadania de outro Estado.
5. São adotados por cidadãos da República da Lituânia antes de completarem 18 anos de idade.
6. Adquiriram a cidadania da República da Lituânia a título excepcional enquanto eram cidadãos de outro estado.
7. É uma pessoa que manteve a cidadania da República da Lituânia ou que teve a cidadania da República da Lituânia restaurada pelos seus méritos excepcionais ao Estado da Lituânia.
8. Adquiriram a cidadania da República da Lituânia embora tivessem o estatuto de refugiado na República da Lituânia.

Alguns países (como Argentina, Uruguai e México) não permitem a renúncia à sua cidadania, pelo que os requerentes podem de facto manter a dupla cidadania , mesmo que sejam elegíveis apenas para a cidadania lituana única.
Em certos casos, apenas é permitida a restauração da cidadania lituana como cidadania lituana única . Por exemplo, pessoas que saíram voluntariamente para países da ex-URSS antes de 1990 (ou seja, não foram deportadas) e têm ancestrais lituanos podem recuperar a cidadania lituana, mas precisam renunciar à cidadania atual. Isso não se aplica às pessoas que fugiram ou saíram durante a ocupação soviética antes de 1990, e essas pessoas podem restaurar a dupla cidadania.
Em 2018, a pedido do parlamento lituano, o tribunal constitucional esclareceu que não é aceitável ser cidadão da Lituânia e de outro estado ao mesmo tempo. Aqueles que deixaram a Lituânia depois que o país recuperou a independência em 1990 não podem ter dupla cidadania, portanto, isso só pode ser alterado por meio de referendo.
O referendo para alterar a Constituição a fim de permitir que os cidadãos lituanos também sejam cidadãos de outros países foi realizado em 12 de maio de 2019. Embora a maioria dos eleitores fosse a favor da mudança da Constituição, o referendo sobre a dupla cidadania lituana falhou porque a participação foi demasiado baixa.
Em 12 de maio de 2024, está prevista a realização de um novo referendo, no qual será levantada a questão da alteração da Constituição da Lituânia sobre a dupla cidadania.

## Certificado de Descendência Lituana
O Certificado de Descendência Lituana é um documento que confirma a origem étnica lituana de uma pessoa. O certificado dá o direito indefinido de obter a cidadania lituana, de obter um visto para a Lituânia e de solicitar a residência permanente na Lituânia. Um certificado de origem lituana pode ser obtido por pessoas que tenham pelo menos um de seus pais, avós ou bisavós de nacionalidade lituana.

## Certificado de Direito de Restaurar a Cidadania Lituana
O Certificado de Direito de Restauração da Cidadania da República da Lituânia é um documento oficial que dá ao seu titular o direito de adquirir a cidadania lituana por descendência (em geral, após a renúncia da cidadania existente). Além disso, o Certificado de Direito de Restauração da Cidadania Lituana permite que seu titular obtenha um visto para a Lituânia e solicite a residência permanente na Lituânia.

## Cidadania da União Europeia
Dado que a Lituânia faz parte da União Europeia, os cidadãos lituanos também são cidadãos da União Europeia ao abrigo do direito da União Europeia e, portanto, gozam de direitos de livre circulação e têm o direito de votar nas eleições para o Parlamento Europeu . Quando estiverem em um país fora da UE onde não há embaixada da Lituânia, os cidadãos lituanos têm o direito de obter proteção consular da embaixada de qualquer outro país da UE presente nesse país. Os cidadãos lituanos podem viver e trabalhar em qualquer país da UE como resultado do direito de livre circulação e residência concedido no artigo 21.º do Tratado UE .

## Liberdade de viagem dos cidadãos lituanos

Requisitos de visto para cidadãos lituanos

Os requisitos de visto para cidadãos lituanos são restrições administrativas de entrada impostas pelas autoridades de outros estados aos cidadãos da Lituânia . Em 2015, os cidadãos lituanos tinham acesso sem visto ou com visto na chegada a mais de 180 países e territórios, classificando o passaporte lituano em 10º lugar no mundo de acordo com o Índice de Restrições de Vistos .
Em 2017, a nacionalidade lituana ocupa o vigésimo segundo lugar no Índice de Nacionalidade (QNI). Este índice difere do Índice de Restrições de Vistos, que se concentra em fatores externos, incluindo a liberdade de viajar. O QNI considera, além da liberdade de viajar, factores internos como paz e estabilidade, força económica e desenvolvimento humano.